# 1562
- Wikisource

| Calendário gregoriano                                                        | 1562 MDLXII                                           |
| Ab urbe condita                                                              | 2315                                                  |
| Calendário arménio                                                           | 1011 – 1012                                           |
| Calendário bahá'í                                                            | -282 – -281                                           |
| Calendário budista                                                           | 2106                                                  |
| Calendário chinês                                                            | 4258 – 4259 Início a 4 de fevereiro (aproximadamente) |
| Calendário copta                                                             | 1278 – 1279                                           |
| Calendário etíope                                                            | 1554 – 1555                                           |
| Calendários hindus - Vikram Samvat - Calendário nacional indiano - Cáli Iuga | 1617 – 1618 1483 – 1484 4662 – 4663                   |
| Calendário Holoceno                                                          | 11562                                                 |
| Calendário islâmico                                                          | 969 – 970                                             |
| Calendário judaico                                                           | 5322 – 5323                                           |
| Calendário persa                                                             | 940 – 941                                             |
| Calendário rúnico                                                            | 1812                                                  |
| Calendário solar tailandês                                                   | 2105                                                  |

1562 (MDLXII, na numeração romana) foi um ano comum do século XVI do Calendário Juliano, da Era de Cristo, e a sua letra dominical foi D (53 semanas), teve início a uma quinta-feira e terminou também a uma quinta-feira.
| Ano completo                        |
| ----------------------------------- |
| Ano comum com início à quinta-feira |

## Eventos
- Nomeação de João da Silva do Canto no cargo de Provedor das Armadas e naus da Índia.
- 01 de março – Massacre de Vassy, evento das Guerras de Religião da França
- 22 de abril – Data do Alvará que nomeou o Mestre das Obras de Fortificação para o Forte de São Sebastião, em Angra do Heroísmo, Luís Gonçalves. As obras no entanto sé se iniciaram cerca de dez anos depois.
- 21 de Setembro  - Erupção vulcânica na Prainha, ilha do Pico, Açores.[1]

## Nascimentos
- (finais de) Julho - Bento de Góis, jesuíta e explorador terrestre português.
- 26 de Maio - Andreas Osiander, O Jovem, teólogo luterano alemão e autor religioso (m. 1617).

## Mortes
- 9 de julho, Piquerobi, líder tupiniquim (n. 1480).
- 18 de Outubro, São Pedro de Alcântara (n. 1499).